# Пішохідний міст (Чернігів)
Пішохідний міст (Чернігів) — пішохідний міст через річку Десна в місті Чернігові.

## Загальні данні
Є єдиним пішохідним мостом через Десну в місті Чернігові. Адміністративно знаходиться в межах міста Чернігів, сполучає лівий та правий береги Десни, розташований поруч із Чернігівським річковим портом. 
Має спеціальні загородження, які не дають змогу проїхати автотранспорту. 
Був збудований у 1987 році Центральним науково-дослідницьким і проектним інститутом будівельних металлоконструкцій імені Н. П. Мельникова. 
Один з найбільших Чернігівських мостів.
У 2014 році був розфарбований в синьо-жовтий колір активістами.
Зараз на мосту можна користуватися послугами баджи-джампінгу, також міст відомий як культове місце для закоханих, на спеціальні металеві конструкції в формі серця закохані вішають навісні замки.  

## Галерея

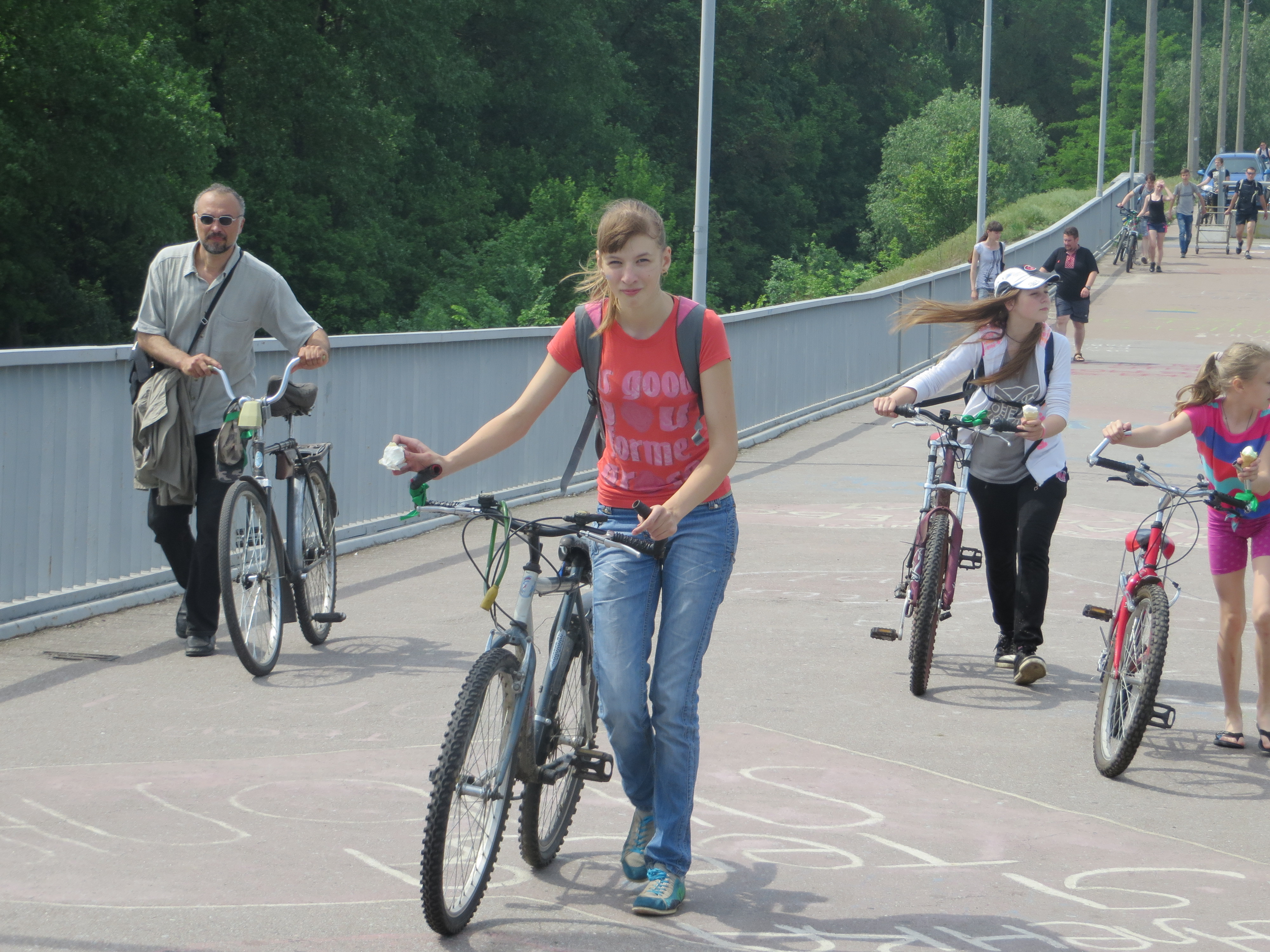
Велодень у Чернігові, 18 травня 2014 року.
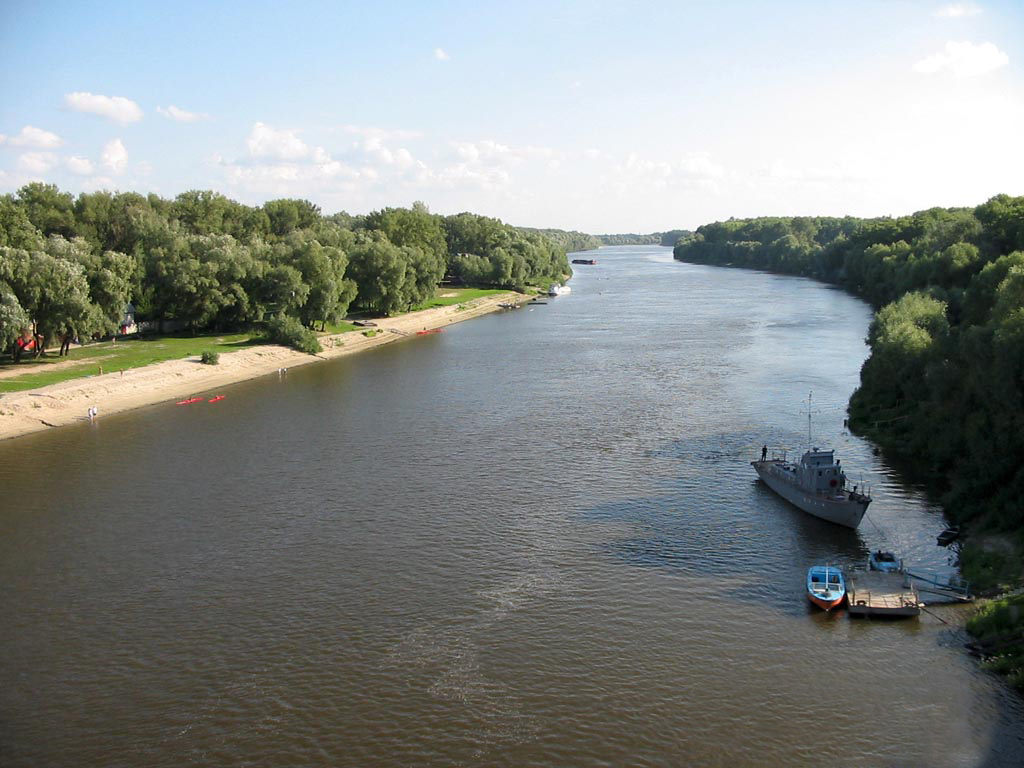
Вид на Десну з мосту
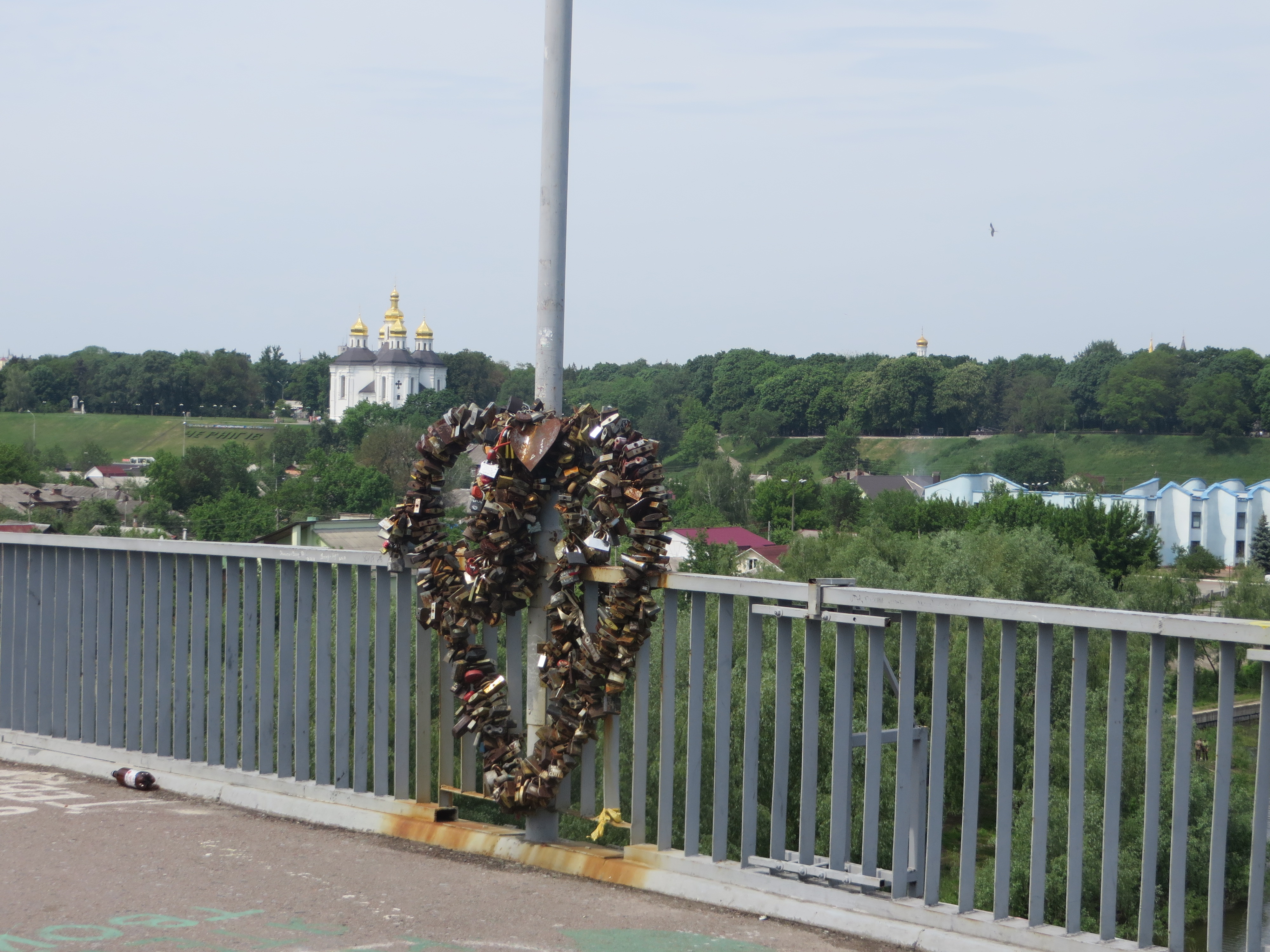
Міст закоханих. 2014 рік.
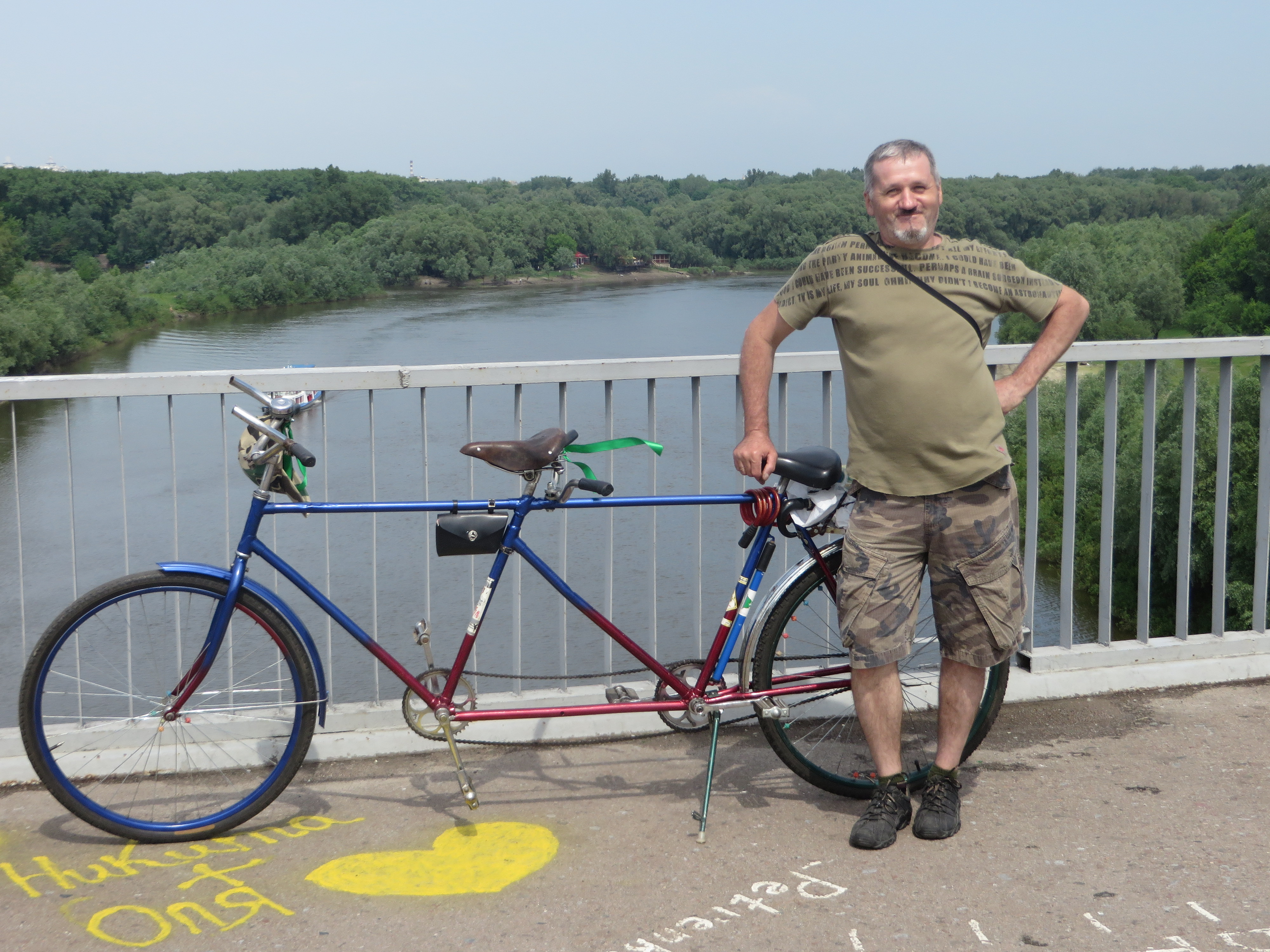
Учасник Велодня-2014 із велосипедом-тандемом на мосту.